# Paolo Espino
Paolo Alesandro Espino (né le 10 janvier 1987 à Panama au Panama) est un lanceur droitier de la Ligue majeure de baseball.

## Carrière
Paolo Espino fait ses études secondaires aux États-Unis à la Pendleton School de Bradenton en Floride et, admissible au repêchage de la Ligue majeure de baseball, est réclamé au 10e tour de sélection par les Indians de Cleveland en 2006. Il évolue en ligues mineures pour 7 saisons (2007 à 2013) avec des clubs affiliés à Cleveland, puis 3 autres (2014 à 2016) dans l'organisation des Nationals de Washington, avant de rejoindre celle des Brewers de Milwaukee.
Paolo Espino et son cousin Damaso, un receveur, font tous deux partie de l'équipe de Panama à la Classique mondiale de baseball 2009.
À l'âge de 30 ans, Espino fait ses débuts dans le baseball majeur avec le 19 mai 2017. Il est à ce premier match lanceur partant des Brewers de Milwaukee face aux Cubs de Chicago.
Après 6 matchs joués pour Milwaukee, il est cédé aux Rangers du Texas le 26 août 2017.